# بارت روسي
بارت روسي (بالإنجليزية: Bart Rossi)‏ هو عالم نفس أمريكي، ولد في 18 يوليو 1944.